# مايا رودولف
مايا رودولف (بالإنجليزية: Maya Rudolph)‏ مواليد 27 يوليو 1972 في فلوريدا، الولايات المتحدة، هي ممثلة أمريكية بدأت مسيرتها الفنية عام 1996. درست في جامعة كاليفورنيا، سانتا كروز.

## الأعمال

### أفلام
- البالغون 2 (فيلم 2013) (الدور: ديان ماكنزي)
- البالغون (فيلم 2010) (الدور: ديان ماكنزي)
- شريك الثالث (الدور: رابونزيل)
- أفضل ما يمكن حصوله (فيلم) (الدور: بدور شرطية)

### مسلسلات
- عائلة سيمبسون
- ساترداي نايت لايف

## الترشيحات والجوائز
| السنة | الحدث             | الفئة     | النتيجة  |
| ----- | ----------------- | --------- | -------- |
| 2012  | جائزة MTV للافلام | أفضل أداء | فـــــوز |

## روابط خارجية
- مايا رودولف على موقع IMDb (الإنجليزية)
- مايا رودولف على موقع روتن توميتوز (الإنجليزية)
- مايا رودولف على موقع ألو سيني (الفرنسية)
- مايا رودولف على موقع ميوزك برينز (الإنجليزية)
- مايا رودولف على موقع تيرنر كلاسيك موفيز (الإنجليزية)
- مايا رودولف على موقع أول موفي (الإنجليزية)
- مايا رودولف على موقع قاعدة بيانات الأفلام السويدية (السويدية)
- مايا رودولف على موقع إن إن دي بي (الإنجليزية)
- مايا رودولف على موقع ديسكوغز (الإنجليزية)
- مايا رودولف على موقع قاعدة بيانات الفيلم (الإنجليزية)